# Гуљанци
Гуљанци (буг. Гулянци) град је у Републици Бугарској, у северном делу земље, седиште истоимене општине Гуљанци у оквиру Плевенске области.

## Географија
Положај: Гуљанци се налазе у крајњем северном делу Бугарске, близу границе са Румунијом (граница је река Дунав). Од престонице Софије град је удаљен 185 km североисточно, а од обласног средишта, Плевена град је удаљен 35 km северно.
Рељеф: Област Гуљанаца се налази у области бугарског Подунавља. Градско подручје је равничарско, на приближно 40 m надморске висине. 
Клима: Клима у Гуљанцима је конитнентална.
Воде: Град се образовао уз речицу Вит, која се 6 km северно од града улива у оближњи Дунав.

## Историја
Област Гуљанаца је првобитно било насељено Трачанима, а после њих овом облашћу владају стари Рим и Византија. Јужни Словени ово подручеје насељавају у 7. веку. Од 9. века до 1395. г. област је била у саставу средњовековне Бугарске.
После 5 векова турског јарма Гуљанци су постали 1878. г. део савремене бугарске државе. Насеље постаје средиште окупљања за села у околини, са више јавних установа и трговиштем. Гуљанци су 1974. године проглашени градом.

## Становништво
| 1965. | 1975. | 1985. | 1992. | 2001. |
| ----- | ----- | ----- | ----- | ----- |
| 4,734 | 4,565 | 4,408 | 4,332 | 3,827 |

По проценама из 2010. г. Гуљанци су имали око 3.500 ст. Огромна већина градског становништва су етнички Бугари. Остатак су махом Роми. Последњих деценија град губи становништво због удаљености од главних токова развоја у земљи.
Претежан вероисповест месног становништва је православна.